# Nagroda Ratzingera
Nagroda Ratzingera – nagroda w dziedzinie teologii, przyznawana przez Watykańską Fundację Józefa Ratzingera – Benedykta XVI. Czasami nazywana "Noblem z teologii". Nagroda jest fundowana z prywatnych darowizn oraz dochodów z publikacji papieża Benedykta XVI. Papież ustanawiając nagrodę chciał uhonorować osoby zaangażowane w pogłębianie wiedzy teologicznej. Laureaci są wybierani przez pięcioosobową radę naukową fundacji.  Nagroda wynosi 50 tysięcy euro.

## Laureaci
| Rok  | Laureaci                                                       | Uwagi |
| ---- | -------------------------------------------------------------- | --- |
| 2011 | Manlio Simonetti Olegario González de Cardedal Maximilian Heim | Wręczenie nagród odbyło się 30 czerwca w Sali Klementyńskiej w Watykanie. |
| 2012 | Rémi Brague Brian Daley                                        | Nagrody wręczono 20 października. |
| 2013 | Richard Burridge Christian Schaller                            | Burridge to pierwszy chrześcijanin niekatolik, który otrzymał tę nagrodę, Schaller otrzymał nagrodę za wkład w wydawanie dzieł Benedykta XVI. Wręczenie nagród odbyło się 26 października w Rzymie. |
| 2014 | Waldemar Chrostowski Anne-Marie Pelletier                      | Wręczenie nagród odbyło się 22 listopada 2014 roku w Sali Klementyńskiej w Watykanie. Nagrody wręczył kard. Gerhard Ludwig Müller.                                                                  |
| 2015 | Nabil el-Khoury Mario de França Miranda SJ                     | |
| 2016 | Inos Biffi Ioannis Kourempeles                                 | |
| 2017 | Karl-Heinz Menke Theodor Dieter Arvo Pärt                      | |
| 2018 | Marianne Schlosser Mario Botta                                 | |
| 2019 | Charles Taylor Paul Béré SJ                                    | |
| 2020 | Tracey Rowland Jean-Luc Marion                                 | |
| 2021 | Hanna-Barbara Gerl-Falkovitz Ludger Schwienhorst-Schönberger   | |
| 2022 | Michel Fédou SJ Joseph Horowitz Weiler                         | |
| 2023 | Pablo Blanco Sarto Francesc Torralba Roselló                   | |
| 2024 | Cyril O'Regan Etsurō Sotoo                                     | |